# رضا ميشكوفتش
رضا ميشكوفتش (مواليد 10 أغسطس 1947) هو لاعب كرة قدم. يلعب مع منتخب يوغوسلافيا لكرة القدم. سبق له أن لعب في كأس العالم لكرة القدم مع منتخب بلاده.

## روابط خارجية
- رضا ميشكوفتش على موقع الاتحاد الدولي (مؤرشف)  (الإنجليزية)
- رضا ميشكوفتش على موقع قاعدة بيانات كرة القدم.إي يو (الإنجليزية)
- رضا ميشكوفتش على موقع ناشيونال فوتبول تيمز (الإنجليزية)
- رضا ميشكوفتش على موقع عالم كرة القدم.نت (الإنجليزية)